# Ecco

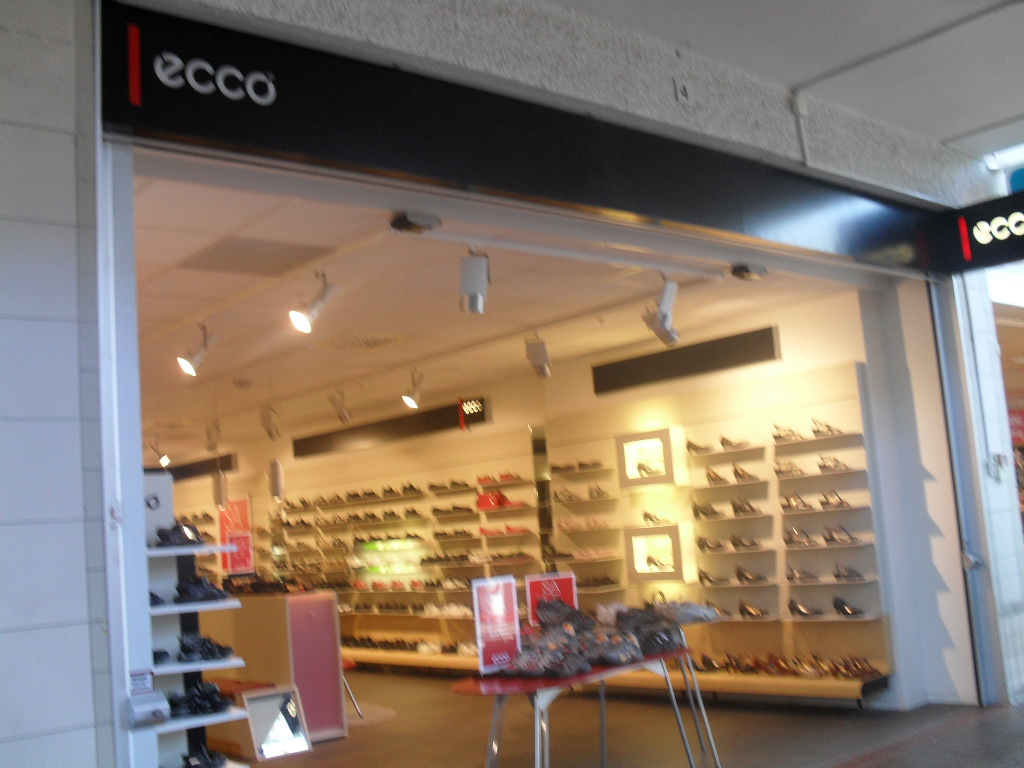
Ecco i Tyresö Centrum

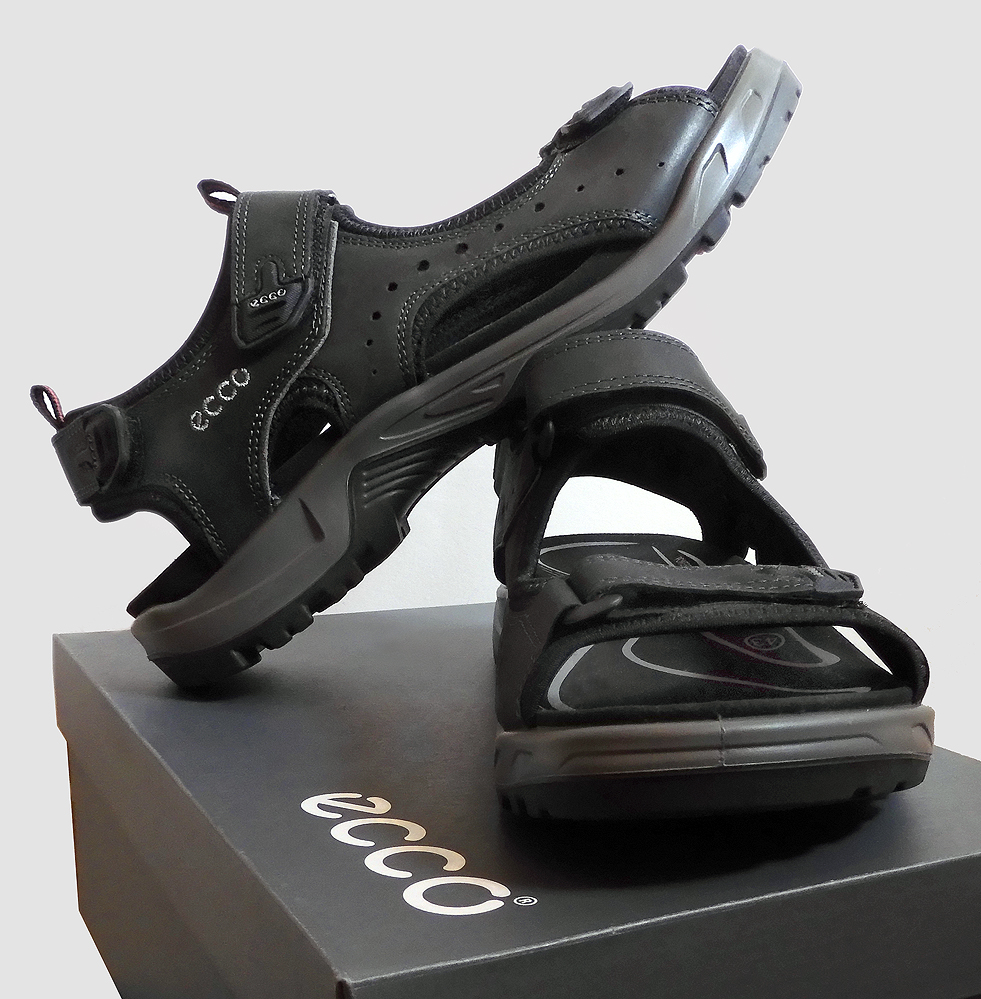
Ett par sandaler från Ecco.

ECCO Sko A/S är en dansk skotillverkare. Företaget grundades av Karl Toosbuy i Bredebro 1963 där huvudkontoret också ligger.
ECCO blev känt för att tillverka bekväma vardagsskor men tillverkar också golfskor och olika typer av accessoarer. Skomärket fick sitt genombrott på 1970-talet och etablerade sig internationellt på 1980-talet.
ECCO driver idag (2021) 2 200 butiker i mer än 100 länder över hela världen och producerar 12 miljoner par skor årligen. Företaget ägs av grundarens dotter, Hanni Toosbuy Kasprzak. Omsättningen var 2019 10,8 miljarder DKK, och ECCO hade då cirka 23 500 anställda.
ECCO har egna garverier i Nederländerna, Portugal, Indonesien och Thailand och deltar i ett forskningsprogram, som har som mål att minska den miljöpåverkan som kommer av garvningen. Företaget har varit en pionjär vad gäller användandet av industrirobotar i produktionen. ECCO var ett av de första skomärken, som satte varumärket i relief i skornas sulor. 
ECCO:s skor produceras på fabriker i Slovakien, Japan, Cypern, Thailand, Indonesien, Portugal, Kina och Indien. En del av fabrikerna ägs av ECCO, medan andra producerar skorna på licens. ECCO:s framtoning är en kombination av komfort och stil. Prisnivån är lite över genomsnittet, och den primära marknaden är Västeuropa, men ECCO marknadsförs också i Centraleuropa, Asien, USA och Kanada.